# Laclede (Missouri)
Laclede est une ville du comté de Linn, dans le Missouri, aux États-Unis,. Située au sud du comté, elle est fondée en 1853, baptisée en l'honneur de Pierre Laclède, fondateur de la ville de Saint-Louis, et incorporée en 1866.

## Démographie
Lors du recensement de 2010, la ville comptait une population de 345 habitants. Elle est estimée, en 2016, à 323 habitants.

### Source de la traduction
- (en) Cet article est partiellement ou en totalité issu de l’article de Wikipédia en anglais intitulé « Laclede, Missouri » (voir la liste des auteurs).